# Clásica de San Sebastián 2022
Clásica de San Sebastián 2023 (officielt Donostia San Sebastian Klasikoa) var den 41. udgave af den spanske klassiker Clásica de San Sebastián. Det 224,8 km lange linjeløb blev kørt den 30. juli 2022 med start og mål i San Sebastián i regionen Baskerlandet i den nordlige del af Spanien. Løbet var 24. arrangement på UCI World Tour 2022. Løbet blev vundet af belgiske Remco Evenepoel fra Quick-Step Alpha Vinyl for anden gang i karrieren.

## Resultat
| \| Samlede stilling \| Samlede stilling \| Samlede stilling \| Samlede stilling \| Samlede stilling \| \| Rytter \| Rytter \| Hold \| Tid \| \| \| ---------------- \| ----------------- \| ---------------------------------- \| ---------------- \| ---------------- \| \| 1. \| Remco Evenepoel \| Quick-Step Alpha Vinyl \| 5t 31' 44" \| \| \| 2. \| Pavel Sivakov \| Ineos Grenadiers \| + 1' 58" \| \| \| 3. \| Tiesj Benoot \| Jumbo-Visma \| + 2' 31" \| \| \| 4. \| Bauke Mollema \| Trek-Segafredo \| + 3' 11" \| \| \| 5. \| Carlos Rodríguez \| Ineos Grenadiers \| + 3' 11" \| \| \| 6. \| Simon Yates \| BikeExchange-Jayco \| + 3' 28" \| \| \| 7. \| Toms Skujiņš \| Trek-Segafredo \| + 4' 09" \| \| \| 8. \| Mattias Skjelmose \| Trek-Segafredo \| + 4' 09" \| \| \| 9. \| Rigoberto Urán \| EF Education-EasyPost \| + 4' 09" \| \| \| 10. \| Lorenzo Rota \| Intermarché-Wanty-Gobert Matériaux \| + 4' 09" \| \| |                   |                                    |            |
| |                   |                                    |            |
| Kilde: ProCyclingStats |                   |                                    |            |
| Samlede stilling |                   |                                    |            |
| Rytter | Rytter            | Hold                               | Tid        |
| 1. | Remco Evenepoel   | Quick-Step Alpha Vinyl             | 5t 31' 44" |
| 2. | Pavel Sivakov     | Ineos Grenadiers                   | + 1' 58"   |
| 3. | Tiesj Benoot      | Jumbo-Visma                        | + 2' 31"   |
| 4. | Bauke Mollema     | Trek-Segafredo                     | + 3' 11"   |
| 5. | Carlos Rodríguez  | Ineos Grenadiers                   | + 3' 11"   |
| 6. | Simon Yates       | BikeExchange-Jayco                 | + 3' 28"   |
| 7. | Toms Skujiņš      | Trek-Segafredo                     | + 4' 09"   |
| 8. | Mattias Skjelmose | Trek-Segafredo                     | + 4' 09"   |
| 9. | Rigoberto Urán    | EF Education-EasyPost              | + 4' 09"   |
| 10. | Lorenzo Rota      | Intermarché-Wanty-Gobert Matériaux | + 4' 09"   |

## Hold og ryttere
| UCI WorldTeams (18)- AG2R Citroën Team - Astana Qazaqstan Team - Bahrain Victorious - Bora-Hansgrohe - Cofidis - EF Education-EasyPost - Groupama-FDJ - Ineos Grenadiers - Intermarché-Wanty-Gobert Matériaux - Israel-Premier Tech - Jumbo-Visma - Lotto-Soudal - Movistar Team - Quick-Step Alpha Vinyl - BikeExchange-Jayco - Team DSM - Trek-Segafredo - UAE Team Emirates UCI ProTeams (5)- Burgos-BH - Caja Rural-Seguros RGA - Euskaltel-Euskadi - Equipo Kern Pharma - TotalEnergies |
| |

### Danske ryttere
| Danske ryttere på startlisten |                       |                        |           |
| Rygnummer                     | Rytter                | Hold                   | Placering |
| 23                            | Mikkel Frølich Honoré | Quick-Step Alpha Vinyl | DNF       |
| 66                            | Mattias Skjelmose     | Trek-Segafredo         | 8         |
| 93                            | Andreas Kron          | Lotto-Soudal           | DNF       |
| 142                           | Søren Kragh Andersen  | Team DSM               | DNF       |
| 146                           | Casper Pedersen       | Team DSM               | DNF       |

* DNF = gennemførte ikke

### Startliste
| EF Education-EasyPost EFE | EF Education-EasyPost EFE      | EF Education-EasyPost EFE |
| ------------------------- | ------------------------------ | ------------------------- |
| Nr.                       | Rytter                         | Placering                 |
| 1                         | Alberto Bettiol (ITA)          | DNF                       |
| 2                         | Jonathan Caicedo (ECU)         | 37.                       |
| 3                         | Esteban Chaves (COL)           | 20.                       |
| 4                         | Odd Christian Eiking (NOR)     | DNF                       |
| 5                         | Ruben Guerreiro (POR)          | DNF                       |
| 6                         | Merhawi Kudus (ERI) (landevej) | DNF                       |
| 7                         | Rigoberto Urán (COL)           | 9.                        |

| Ineos Grenadiers IGD | Ineos Grenadiers IGD              | Ineos Grenadiers IGD |
| -------------------- | --------------------------------- | -------------------- |
| Nr.                  | Rytter                            | Placering            |
| 11                   | Jonathan Castroviejo (ESP)        | DNF                  |
| 12                   | Tao Geoghegan Hart (GBR)          | 57.                  |
| 13                   | Daniel Martínez (COL)             | DNF                  |
| 14                   | Brandon Rivera (COL)              | 35.                  |
| 15                   | Carlos Rodríguez (ESP) (landevej) | 5.                   |
| 16                   | Pavel Sivakov (FRA)               | 2.                   |
| 17                   | Cameron Wurf (AUS)                | DNF                  |

| Quick-Step Alpha Vinyl QST | Quick-Step Alpha Vinyl QST | Quick-Step Alpha Vinyl QST |
| -------------------------- | -------------------------- | -------------------------- |
| Nr.                        | Rytter                     | Placering                  |
| 21                         | Remco Evenepoel (BEL)      | 1.                         |
| 22                         | Mattia Cattaneo (ITA)      | DNF                        |
| 23                         | Mikkel Honoré (DEN)        | DNF                        |
| 24                         | James Knox (GBR)           | DNF                        |
| 25                         | Fausto Masnada (ITA)       | 50.                        |
| 26                         | Pieter Serry (BEL)         | DNF                        |
| 27                         | Jannik Steimle (GER)       | DNF                        |

| UAE Team Emirates UAD | UAE Team Emirates UAD         | UAE Team Emirates UAD |
| --------------------- | ----------------------------- | --------------------- |
| Nr.                   | Rytter                        | Placering             |
| 31                    | Tadej Pogačar (SLO)           | DNF                   |
| 32                    | João Almeida (POR) (landevej) | DNF                   |
| 33                    | Juan Ayuso (ESP)              | DNF                   |
| 34                    | George Bennett (NZL)          | 13.                   |
| 35                    | Rui Costa (POR)               | 44.                   |
| 36                    | Ryan Gibbons (RSA)            | DNF                   |
| 37                    | Jan Polanc (SLO)              | DNF                   |

| Bahrain Victorious TBV | Bahrain Victorious TBV           | Bahrain Victorious TBV |
| ---------------------- | -------------------------------- | ---------------------- |
| Nr.                    | Rytter                           | Placering              |
| 41                     | Matej Mohorič (SLO)              | DNF                    |
| 42                     | Yukiya Arashiro (JPN) (landevej) | DNF                    |
| 43                     | Gino Mäder (SUI)                 | 29.                    |
| 44                     | Santiago Buitrago (COL)          | DNF                    |
| 45                     | Wout Poels (NED)                 | DNF                    |
| 46                     | Luis León Sánchez (ESP)          | DNF                    |
| 47                     | Hermann Pernsteiner (AUT)        | 56.                    |

| Intermarché-Wanty-Gobert Matériaux IWG | Intermarché-Wanty-Gobert Matériaux IWG | Intermarché-Wanty-Gobert Matériaux IWG |
| -------------------------------------- | -------------------------------------- | -------------------------------------- |
| Nr.                                    | Rytter                                 | Placering                              |
| 51                                     | Jan Bakelants (BEL)                    | 31.                                    |
| 52                                     | Théo Delacroix (FRA)                   | DNF                                    |
| 54                                     | Corné van Kessel (NED)                 | DNF                                    |
| 55                                     | Simone Petilli (ITA)                   | DNF                                    |
| 56                                     | Domenico Pozzovivo (ITA)               | 23.                                    |
| 57                                     | Lorenzo Rota (ITA)                     | 10.                                    |

| Trek-Segafredo TFS | Trek-Segafredo TFS      | Trek-Segafredo TFS |
| ------------------ | ----------------------- | ------------------ |
| Nr.                | Rytter                  | Placering          |
| 61                 | Bauke Mollema (NED)     | 4.                 |
| 62                 | Julien Bernard (FRA)    | DNF                |
| 63                 | Dario Cataldo (ITA)     | DNF                |
| 64                 | Kenny Elissonde (FRA)   | 60.                |
| 65                 | Juan Pedro López (ESP)  | DNF                |
| 66                 | Mattias Skjelmose (DEN) | 8.                 |
| 67                 | Toms Skujiņš (LAT)      | 7.                 |

| Jumbo-Visma TJV | Jumbo-Visma TJV        | Jumbo-Visma TJV |
| --------------- | ---------------------- | --------------- |
| Nr.             | Rytter                 | Placering       |
| 71              | Tiesj Benoot (BEL)     | 3.              |
| 72              | Timo Roosen (NED)      | DNF             |
| 74              | Chris Harper (AUS)     | 42.             |
| 75              | Robert Gesink (NED)    | 53.             |
| 76              | Lennard Hofstede (NED) | DNF             |
| 77              | Tom Dumoulin (NED)     | DNF             |

| BikeExchange-Jayco BEX | BikeExchange-Jayco BEX | BikeExchange-Jayco BEX |
| ---------------------- | ---------------------- | ---------------------- |
| Nr.                    | Rytter                 | Placering              |
| 81                     | Simon Yates (GBR)      | 6.                     |
| 82                     | Jan Maas (NED)         | DNF                    |
| 83                     | Michael Matthews (AUS) | DNF                    |
| 84                     | Callum Scotson (AUS)   | DNF                    |
| 85                     | Tsgabu Grmay (ETH)     | 55.                    |
| 86                     | Dion Smith (NZL)       | DNF                    |
| 87                     | Nick Schultz (AUS)     | DNF                    |

| Lotto-Soudal LTS | Lotto-Soudal LTS         | Lotto-Soudal LTS |
| ---------------- | ------------------------ | ---------------- |
| Nr.              | Rytter                   | Placering        |
| 91               | Carlos Barbero (ESP)     | DNF              |
| 92               | Matthew Holmes (GBR)     | DNF              |
| 93               | Andreas Kron (DEN)       | DNF              |
| 94               | Harry Sweeny (AUS)       | 49.              |
| 95               | Maxim Van Gils (BEL)     | DNF              |
| 96               | Viktor Verschaeve (BEL)  | DNF              |
| 97               | Xandres Vervloesem (BEL) | DNF              |

| Astana Qazaqstan Team AST | Astana Qazaqstan Team AST   | Astana Qazaqstan Team AST |
| ------------------------- | --------------------------- | ------------------------- |
| Nr.                       | Rytter                      | Placering                 |
| 101                       | Vincenzo Nibali (ITA)       | 21.                       |
| 102                       | Simone Velasco (ITA)        | 27.                       |
| 103                       | Stefan de Bod (RSA)         | 15.                       |
| 104                       | Vadim Pronskij (KAZ)        | 54.                       |
| 105                       | Manuele Boaro (ITA)         | DNF                       |
| 106                       | Aljaksandr Rabusjenka (BLR) | DNF                       |
| 107                       | Jurij Natarov (KAZ)         | DNF                       |

| Cofidis COF | Cofidis COF            | Cofidis COF |
| ----------- | ---------------------- | ----------- |
| Nr.         | Rytter                 | Placering   |
| 111         | Jon Izagirre (ESP)     | DNF         |
| 112         | Sander Armée (BEL)     | DNF         |
| 113         | Rubén Fernández (ESP)  | DNF         |
| 114         | Simon Geschke (GER)    | DNF         |
| 115         | José Herrada (ESP)     | DNF         |
| 116         | Guillaume Martin (FRA) | 18.         |
| 117         | Davide Villella (ITA)  | 43.         |

| Movistar Team MOV | Movistar Team MOV        | Movistar Team MOV |
| ----------------- | ------------------------ | ----------------- |
| Nr.               | Rytter                   | Placering         |
| 121               | Alejandro Valverde (ESP) | DNF               |
| 122               | Jorge Arcas (ESP)        | DNF               |
| 123               | Gorka Izagirre (ESP)     | 30.               |
| 124               | Antonio Pedrero (ESP)    | 19.               |
| 125               | Alex Aranburu (ESP)      | DNF               |
| 126               | Carlos Verona (ESP)      | DNF               |
| 127               | José Joaquín Rojas (ESP) | DNF               |

| AG2R Citroën Team ACT | AG2R Citroën Team ACT        | AG2R Citroën Team ACT |
| --------------------- | ---------------------------- | --------------------- |
| Nr.                   | Rytter                       | Placering             |
| 131                   | Mikaël Cherel (FRA)          | 39.                   |
| 132                   | Lilian Calmejane (FRA)       | DNF                   |
| 133                   | Clément Berthet (FRA)        | 14.                   |
| 134                   | Jaakko Hänninen (FIN)        | 28.                   |
| 135                   | Aurélien Paret-Peintre (FRA) | DNF                   |
| 136                   | Paul Lapeira (FRA)           | DNF                   |
| 137                   | Clément Champoussin (FRA)    | 26.                   |

| Team DSM DSM | Team DSM DSM               | Team DSM DSM |
| ------------ | -------------------------- | ------------ |
| Nr.          | Rytter                     | Placering    |
| 141          | Chris Hamilton (AUS)       | 24.          |
| 142          | Søren Kragh Andersen (DEN) | DNF          |
| 143          | Romain Combaud (FRA)       | DNF          |
| 144          | Mark Donovan (GBR)         | 34.          |
| 145          | Leon Heinschke (GER)       | DNF          |
| 146          | Casper Pedersen (DEN)      | DNF          |
| 147          | Martijn Tusveld (NED)      | DNF          |

| Equipo Kern Pharma EKP | Equipo Kern Pharma EKP      | Equipo Kern Pharma EKP |
| ---------------------- | --------------------------- | ---------------------- |
| Nr.                    | Rytter                      | Placering              |
| 151                    | Urko Berrade (ESP)          | 46.                    |
| 152                    | Roger Adrià (ESP)           | 11.                    |
| 153                    | José Félix Parra (ESP)      | DNF                    |
| 154                    | Ibon Ruiz (ESP)             | DNF                    |
| 155                    | Eugenio Sánchez López (ESP) | DNF                    |
| 156                    | Pau Miquel (ESP)            | 47.                    |
| 157                    | Igor Arrieta (ESP)          | DNF                    |

| Israel-Premier Tech IPT | Israel-Premier Tech IPT  | Israel-Premier Tech IPT |
| ----------------------- | ------------------------ | ----------------------- |
| Nr.                     | Rytter                   | Placering               |
| 161                     | Patrick Bevin (NZL)      | DNF                     |
| 162                     | Carl Fredrik Hagen (NOR) | 22.                     |
| 163                     | Daryl Impey (RSA)        | 45.                     |
| 164                     | Guy Niv (ISR)            | DNF                     |
| 165                     | James Piccoli (CAN)      | DNF                     |
| 166                     | Omer Goldstein (ISR)     | DNF                     |

| Groupama-FDJ GFC | Groupama-FDJ GFC            | Groupama-FDJ GFC |
| ---------------- | --------------------------- | ---------------- |
| Nr.              | Rytter                      | Placering        |
| 171              | David Gaudu (FRA)           | DNF              |
| 172              | Matthieu Ladagnous (FRA)    | DNF              |
| 174              | Rudy Molard (FRA)           | 12.              |
| 175              | Sébastien Reichenbach (SUI) | 25.              |
| 176              | Michael Storer (AUS)        | DNF              |
| 177              | Lars van den Berg (NED)     | 33.              |

| Caja Rural-Seguros RGA CJR | Caja Rural-Seguros RGA CJR    | Caja Rural-Seguros RGA CJR |
| -------------------------- | ----------------------------- | -------------------------- |
| Nr.                        | Rytter                        | Placering                  |
| 181                        | Mikel Nieve (ESP)             | 58.                        |
| 182                        | Jonathan Lastra (ESP)         | 16.                        |
| 183                        | Fernando Barceló (ESP)        | DNF                        |
| 184                        | Orluis Aular (VEN) (landevej) | DNF                        |
| 185                        | Jon Barrenetxea (ESP)         | DNF                        |
| 186                        | Jhojan García (COL)           | DNF                        |
| 187                        | Joel Nicolau (ESP)            | 17.                        |

| Euskaltel-Euskadi EUS | Euskaltel-Euskadi EUS | Euskaltel-Euskadi EUS |
| --------------------- | --------------------- | --------------------- |
| Nr.                   | Rytter                | Placering             |
| 191                   | Xabier Azparren (ESP) | DNF                   |
| 192                   | Antonio Angulo (ESP)  | 51.                   |
| 193                   | Mikel Iturria (ESP)   | DNF                   |
| 194                   | Mikel Bizkarra (ESP)  | 48.                   |
| 195                   | Ibai Azurmendi (ESP)  | DNF                   |
| 196                   | Txomin Juaristi (ESP) | DNF                   |
| 197                   | Unai Iribar (ESP)     | DNF                   |

| Bora-Hansgrohe BOH | Bora-Hansgrohe BOH          | Bora-Hansgrohe BOH |
| ------------------ | --------------------------- | ------------------ |
| Nr.                | Rytter                      | Placering          |
| 201                | Jai Hindley (AUS)           | DNF                |
| 202                | Matteo Fabbro (ITA)         | DNF                |
| 203                | Emanuel Buchmann (GER)      | 41.                |
| 204                | Wilco Kelderman (NED)       | 36.                |
| 205                | Patrick Konrad (AUT)        | DNF                |
| 206                | Maximilian Schachmann (GER) | DNF                |

| Burgos-BH BBH | Burgos-BH BBH            | Burgos-BH BBH |
| ------------- | ------------------------ | ------------- |
| Nr.           | Rytter                   | Placering     |
| 211           | Ander Okamika (ESP)      | 52.           |
| 212           | Daniel Navarro (ESP)     | DNF           |
| 213           | Pelayo Sánchez (ESP)     | DNF           |
| 214           | Adrià Moreno (ESP)       | 59.           |
| 215           | José Manuel Díaz (ESP)   | 38.           |
| 216           | Óscar Cabedo (ESP)       | DNF           |
| 217           | Victor Langellotti (MON) | DNF           |

| TotalEnergies TEN | TotalEnergies TEN        | TotalEnergies TEN |
| ----------------- | ------------------------ | ----------------- |
| Nr.               | Rytter                   | Placering         |
| 221               | Cristián Rodríguez (ESP) | DNF               |
| 222               | Jérémy Cabot (FRA)       | DNF               |
| 223               | Víctor de la Parte (ESP) | 40.               |
| 224               | Fabien Grellier (FRA)    | DNF               |
| 225               | Alan Jousseaume (FRA)    | 32.               |
| 226               | Pierre Latour (FRA)      | DNF               |
| 227               | Paul Ourselin (FRA)      | DNF               |

| EF Education-EasyPost EFE | EF Education-EasyPost EFE      | EF Education-EasyPost EFE |
| ------------------------- | ------------------------------ | ------------------------- |
| Nr.                       | Rytter                         | Placering                 |
| 1                         | Alberto Bettiol (ITA)          | DNF                       |
| 2                         | Jonathan Caicedo (ECU)         | 37.                       |
| 3                         | Esteban Chaves (COL)           | 20.                       |
| 4                         | Odd Christian Eiking (NOR)     | DNF                       |
| 5                         | Ruben Guerreiro (POR)          | DNF                       |
| 6                         | Merhawi Kudus (ERI) (landevej) | DNF                       |
| 7                         | Rigoberto Urán (COL)           | 9.                        |

| Ineos Grenadiers IGD | Ineos Grenadiers IGD              | Ineos Grenadiers IGD |
| -------------------- | --------------------------------- | -------------------- |
| Nr.                  | Rytter                            | Placering            |
| 11                   | Jonathan Castroviejo (ESP)        | DNF                  |
| 12                   | Tao Geoghegan Hart (GBR)          | 57.                  |
| 13                   | Daniel Martínez (COL)             | DNF                  |
| 14                   | Brandon Rivera (COL)              | 35.                  |
| 15                   | Carlos Rodríguez (ESP) (landevej) | 5.                   |
| 16                   | Pavel Sivakov (FRA)               | 2.                   |
| 17                   | Cameron Wurf (AUS)                | DNF                  |

| Quick-Step Alpha Vinyl QST | Quick-Step Alpha Vinyl QST | Quick-Step Alpha Vinyl QST |
| -------------------------- | -------------------------- | -------------------------- |
| Nr.                        | Rytter                     | Placering                  |
| 21                         | Remco Evenepoel (BEL)      | 1.                         |
| 22                         | Mattia Cattaneo (ITA)      | DNF                        |
| 23                         | Mikkel Honoré (DEN)        | DNF                        |
| 24                         | James Knox (GBR)           | DNF                        |
| 25                         | Fausto Masnada (ITA)       | 50.                        |
| 26                         | Pieter Serry (BEL)         | DNF                        |
| 27                         | Jannik Steimle (GER)       | DNF                        |

| UAE Team Emirates UAD | UAE Team Emirates UAD         | UAE Team Emirates UAD |
| --------------------- | ----------------------------- | --------------------- |
| Nr.                   | Rytter                        | Placering             |
| 31                    | Tadej Pogačar (SLO)           | DNF                   |
| 32                    | João Almeida (POR) (landevej) | DNF                   |
| 33                    | Juan Ayuso (ESP)              | DNF                   |
| 34                    | George Bennett (NZL)          | 13.                   |
| 35                    | Rui Costa (POR)               | 44.                   |
| 36                    | Ryan Gibbons (RSA)            | DNF                   |
| 37                    | Jan Polanc (SLO)              | DNF                   |

| Bahrain Victorious TBV | Bahrain Victorious TBV           | Bahrain Victorious TBV |
| ---------------------- | -------------------------------- | ---------------------- |
| Nr.                    | Rytter                           | Placering              |
| 41                     | Matej Mohorič (SLO)              | DNF                    |
| 42                     | Yukiya Arashiro (JPN) (landevej) | DNF                    |
| 43                     | Gino Mäder (SUI)                 | 29.                    |
| 44                     | Santiago Buitrago (COL)          | DNF                    |
| 45                     | Wout Poels (NED)                 | DNF                    |
| 46                     | Luis León Sánchez (ESP)          | DNF                    |
| 47                     | Hermann Pernsteiner (AUT)        | 56.                    |

| Intermarché-Wanty-Gobert Matériaux IWG | Intermarché-Wanty-Gobert Matériaux IWG | Intermarché-Wanty-Gobert Matériaux IWG |
| -------------------------------------- | -------------------------------------- | -------------------------------------- |
| Nr.                                    | Rytter                                 | Placering                              |
| 51                                     | Jan Bakelants (BEL)                    | 31.                                    |
| 52                                     | Théo Delacroix (FRA)                   | DNF                                    |
| 54                                     | Corné van Kessel (NED)                 | DNF                                    |
| 55                                     | Simone Petilli (ITA)                   | DNF                                    |
| 56                                     | Domenico Pozzovivo (ITA)               | 23.                                    |
| 57                                     | Lorenzo Rota (ITA)                     | 10.                                    |

| Trek-Segafredo TFS | Trek-Segafredo TFS      | Trek-Segafredo TFS |
| ------------------ | ----------------------- | ------------------ |
| Nr.                | Rytter                  | Placering          |
| 61                 | Bauke Mollema (NED)     | 4.                 |
| 62                 | Julien Bernard (FRA)    | DNF                |
| 63                 | Dario Cataldo (ITA)     | DNF                |
| 64                 | Kenny Elissonde (FRA)   | 60.                |
| 65                 | Juan Pedro López (ESP)  | DNF                |
| 66                 | Mattias Skjelmose (DEN) | 8.                 |
| 67                 | Toms Skujiņš (LAT)      | 7.                 |

| Jumbo-Visma TJV | Jumbo-Visma TJV        | Jumbo-Visma TJV |
| --------------- | ---------------------- | --------------- |
| Nr.             | Rytter                 | Placering       |
| 71              | Tiesj Benoot (BEL)     | 3.              |
| 72              | Timo Roosen (NED)      | DNF             |
| 74              | Chris Harper (AUS)     | 42.             |
| 75              | Robert Gesink (NED)    | 53.             |
| 76              | Lennard Hofstede (NED) | DNF             |
| 77              | Tom Dumoulin (NED)     | DNF             |

| BikeExchange-Jayco BEX | BikeExchange-Jayco BEX | BikeExchange-Jayco BEX |
| ---------------------- | ---------------------- | ---------------------- |
| Nr.                    | Rytter                 | Placering              |
| 81                     | Simon Yates (GBR)      | 6.                     |
| 82                     | Jan Maas (NED)         | DNF                    |
| 83                     | Michael Matthews (AUS) | DNF                    |
| 84                     | Callum Scotson (AUS)   | DNF                    |
| 85                     | Tsgabu Grmay (ETH)     | 55.                    |
| 86                     | Dion Smith (NZL)       | DNF                    |
| 87                     | Nick Schultz (AUS)     | DNF                    |

| Lotto-Soudal LTS | Lotto-Soudal LTS         | Lotto-Soudal LTS |
| ---------------- | ------------------------ | ---------------- |
| Nr.              | Rytter                   | Placering        |
| 91               | Carlos Barbero (ESP)     | DNF              |
| 92               | Matthew Holmes (GBR)     | DNF              |
| 93               | Andreas Kron (DEN)       | DNF              |
| 94               | Harry Sweeny (AUS)       | 49.              |
| 95               | Maxim Van Gils (BEL)     | DNF              |
| 96               | Viktor Verschaeve (BEL)  | DNF              |
| 97               | Xandres Vervloesem (BEL) | DNF              |

| Astana Qazaqstan Team AST | Astana Qazaqstan Team AST   | Astana Qazaqstan Team AST |
| ------------------------- | --------------------------- | ------------------------- |
| Nr.                       | Rytter                      | Placering                 |
| 101                       | Vincenzo Nibali (ITA)       | 21.                       |
| 102                       | Simone Velasco (ITA)        | 27.                       |
| 103                       | Stefan de Bod (RSA)         | 15.                       |
| 104                       | Vadim Pronskij (KAZ)        | 54.                       |
| 105                       | Manuele Boaro (ITA)         | DNF                       |
| 106                       | Aljaksandr Rabusjenka (BLR) | DNF                       |
| 107                       | Jurij Natarov (KAZ)         | DNF                       |

| Cofidis COF | Cofidis COF            | Cofidis COF |
| ----------- | ---------------------- | ----------- |
| Nr.         | Rytter                 | Placering   |
| 111         | Jon Izagirre (ESP)     | DNF         |
| 112         | Sander Armée (BEL)     | DNF         |
| 113         | Rubén Fernández (ESP)  | DNF         |
| 114         | Simon Geschke (GER)    | DNF         |
| 115         | José Herrada (ESP)     | DNF         |
| 116         | Guillaume Martin (FRA) | 18.         |
| 117         | Davide Villella (ITA)  | 43.         |

| Movistar Team MOV | Movistar Team MOV        | Movistar Team MOV |
| ----------------- | ------------------------ | ----------------- |
| Nr.               | Rytter                   | Placering         |
| 121               | Alejandro Valverde (ESP) | DNF               |
| 122               | Jorge Arcas (ESP)        | DNF               |
| 123               | Gorka Izagirre (ESP)     | 30.               |
| 124               | Antonio Pedrero (ESP)    | 19.               |
| 125               | Alex Aranburu (ESP)      | DNF               |
| 126               | Carlos Verona (ESP)      | DNF               |
| 127               | José Joaquín Rojas (ESP) | DNF               |

| AG2R Citroën Team ACT | AG2R Citroën Team ACT        | AG2R Citroën Team ACT |
| --------------------- | ---------------------------- | --------------------- |
| Nr.                   | Rytter                       | Placering             |
| 131                   | Mikaël Cherel (FRA)          | 39.                   |
| 132                   | Lilian Calmejane (FRA)       | DNF                   |
| 133                   | Clément Berthet (FRA)        | 14.                   |
| 134                   | Jaakko Hänninen (FIN)        | 28.                   |
| 135                   | Aurélien Paret-Peintre (FRA) | DNF                   |
| 136                   | Paul Lapeira (FRA)           | DNF                   |
| 137                   | Clément Champoussin (FRA)    | 26.                   |

| Team DSM DSM | Team DSM DSM               | Team DSM DSM |
| ------------ | -------------------------- | ------------ |
| Nr.          | Rytter                     | Placering    |
| 141          | Chris Hamilton (AUS)       | 24.          |
| 142          | Søren Kragh Andersen (DEN) | DNF          |
| 143          | Romain Combaud (FRA)       | DNF          |
| 144          | Mark Donovan (GBR)         | 34.          |
| 145          | Leon Heinschke (GER)       | DNF          |
| 146          | Casper Pedersen (DEN)      | DNF          |
| 147          | Martijn Tusveld (NED)      | DNF          |

| Equipo Kern Pharma EKP | Equipo Kern Pharma EKP      | Equipo Kern Pharma EKP |
| ---------------------- | --------------------------- | ---------------------- |
| Nr.                    | Rytter                      | Placering              |
| 151                    | Urko Berrade (ESP)          | 46.                    |
| 152                    | Roger Adrià (ESP)           | 11.                    |
| 153                    | José Félix Parra (ESP)      | DNF                    |
| 154                    | Ibon Ruiz (ESP)             | DNF                    |
| 155                    | Eugenio Sánchez López (ESP) | DNF                    |
| 156                    | Pau Miquel (ESP)            | 47.                    |
| 157                    | Igor Arrieta (ESP)          | DNF                    |

| Israel-Premier Tech IPT | Israel-Premier Tech IPT  | Israel-Premier Tech IPT |
| ----------------------- | ------------------------ | ----------------------- |
| Nr.                     | Rytter                   | Placering               |
| 161                     | Patrick Bevin (NZL)      | DNF                     |
| 162                     | Carl Fredrik Hagen (NOR) | 22.                     |
| 163                     | Daryl Impey (RSA)        | 45.                     |
| 164                     | Guy Niv (ISR)            | DNF                     |
| 165                     | James Piccoli (CAN)      | DNF                     |
| 166                     | Omer Goldstein (ISR)     | DNF                     |

| Groupama-FDJ GFC | Groupama-FDJ GFC            | Groupama-FDJ GFC |
| ---------------- | --------------------------- | ---------------- |
| Nr.              | Rytter                      | Placering        |
| 171              | David Gaudu (FRA)           | DNF              |
| 172              | Matthieu Ladagnous (FRA)    | DNF              |
| 174              | Rudy Molard (FRA)           | 12.              |
| 175              | Sébastien Reichenbach (SUI) | 25.              |
| 176              | Michael Storer (AUS)        | DNF              |
| 177              | Lars van den Berg (NED)     | 33.              |

| Caja Rural-Seguros RGA CJR | Caja Rural-Seguros RGA CJR    | Caja Rural-Seguros RGA CJR |
| -------------------------- | ----------------------------- | -------------------------- |
| Nr.                        | Rytter                        | Placering                  |
| 181                        | Mikel Nieve (ESP)             | 58.                        |
| 182                        | Jonathan Lastra (ESP)         | 16.                        |
| 183                        | Fernando Barceló (ESP)        | DNF                        |
| 184                        | Orluis Aular (VEN) (landevej) | DNF                        |
| 185                        | Jon Barrenetxea (ESP)         | DNF                        |
| 186                        | Jhojan García (COL)           | DNF                        |
| 187                        | Joel Nicolau (ESP)            | 17.                        |

| Euskaltel-Euskadi EUS | Euskaltel-Euskadi EUS | Euskaltel-Euskadi EUS |
| --------------------- | --------------------- | --------------------- |
| Nr.                   | Rytter                | Placering             |
| 191                   | Xabier Azparren (ESP) | DNF                   |
| 192                   | Antonio Angulo (ESP)  | 51.                   |
| 193                   | Mikel Iturria (ESP)   | DNF                   |
| 194                   | Mikel Bizkarra (ESP)  | 48.                   |
| 195                   | Ibai Azurmendi (ESP)  | DNF                   |
| 196                   | Txomin Juaristi (ESP) | DNF                   |
| 197                   | Unai Iribar (ESP)     | DNF                   |

| Bora-Hansgrohe BOH | Bora-Hansgrohe BOH          | Bora-Hansgrohe BOH |
| ------------------ | --------------------------- | ------------------ |
| Nr.                | Rytter                      | Placering          |
| 201                | Jai Hindley (AUS)           | DNF                |
| 202                | Matteo Fabbro (ITA)         | DNF                |
| 203                | Emanuel Buchmann (GER)      | 41.                |
| 204                | Wilco Kelderman (NED)       | 36.                |
| 205                | Patrick Konrad (AUT)        | DNF                |
| 206                | Maximilian Schachmann (GER) | DNF                |

| Burgos-BH BBH | Burgos-BH BBH            | Burgos-BH BBH |
| ------------- | ------------------------ | ------------- |
| Nr.           | Rytter                   | Placering     |
| 211           | Ander Okamika (ESP)      | 52.           |
| 212           | Daniel Navarro (ESP)     | DNF           |
| 213           | Pelayo Sánchez (ESP)     | DNF           |
| 214           | Adrià Moreno (ESP)       | 59.           |
| 215           | José Manuel Díaz (ESP)   | 38.           |
| 216           | Óscar Cabedo (ESP)       | DNF           |
| 217           | Victor Langellotti (MON) | DNF           |

| TotalEnergies TEN | TotalEnergies TEN        | TotalEnergies TEN |
| ----------------- | ------------------------ | ----------------- |
| Nr.               | Rytter                   | Placering         |
| 221               | Cristián Rodríguez (ESP) | DNF               |
| 222               | Jérémy Cabot (FRA)       | DNF               |
| 223               | Víctor de la Parte (ESP) | 40.               |
| 224               | Fabien Grellier (FRA)    | DNF               |
| 225               | Alan Jousseaume (FRA)    | 32.               |
| 226               | Pierre Latour (FRA)      | DNF               |
| 227               | Paul Ourselin (FRA)      | DNF               |